# Sport à Singapour
Les habitants de Singapour exercent un certain nombre de sports aussi bien pour le loisir que pour la compétition. Le cricket, le rugby, la natation, le badminton, le basket-ball et le tennis de table font partie des disciplines les plus appréciées sur le territoire. Mais le sport le plus connu est le football.
La plupart des citoyens singapouriens vivent dans des quartiers résidentiels dans lesquels on trouve des installations telles que des piscines, des terrains extérieurs de basket-ball mais aussi des centres de sport en salle qui servent d'installation pour la pratique du badminton, du squash, du tennis de table, du football américain, de la gymnastique, du basket-ball et du volley-ball, entre autres.
Vivant sur une île cernée par l'océan, les singapouriens apprécient également les sports nautiques dont la voile, le kayak et le ski nautique. On y trouve également un certain nombre de clubs de plongée sous-marine, notamment au sud de l'île, à Pulau Hantu, un endroit réputé pour ses récifs coralliens.
En termes d'audience de spectateurs, le football est sans aucun doute le sport le plus populaire. Singapour possède son propre championnat professionnel de football, connu sous le nom S League. Créé en 1996, le championnat est désormais composé de dix équipes qui s'affrontent dans des stades autour de la ville. En 1998, 2004 et 2007, l'équipe de Singapour de football remporte le championnat de l'ASEAN de football, la plus importante compétition de football en Asie du Sud-Est.

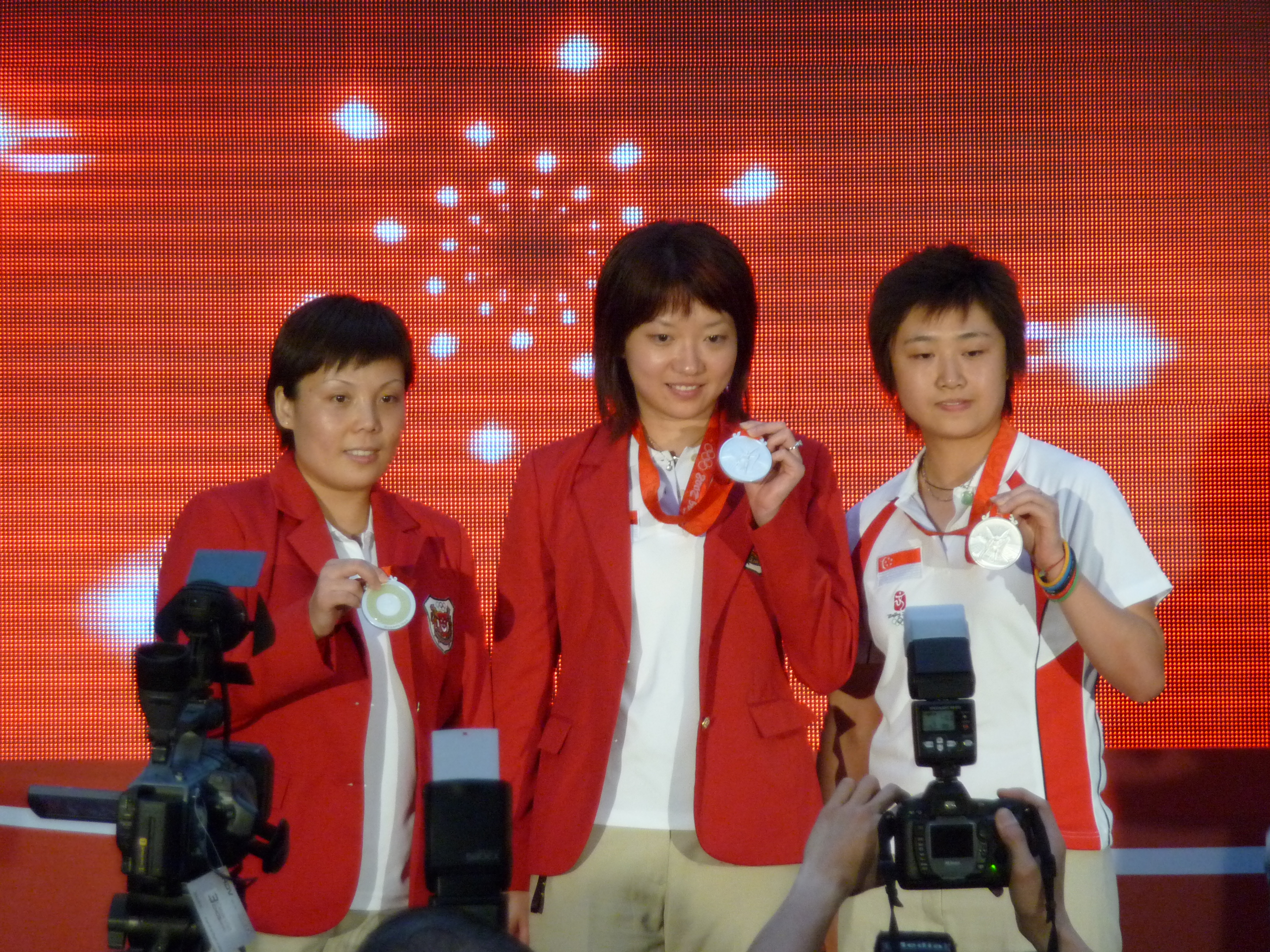
Wang Yuegu, Li Jiawei et Feng Tianwei, pongistes singapouriennes médaillées d'argent en 2008

Bien que ne faisant pas partie d'une nation sportive importante, les athlètes singapouriens accomplissent de bonnes performances dans les compétitions régionales et internationales, en particulier en tennis de table, badminton, sepak takraw, bowling, voile, Pencak-Silat, natation et water-polo. La délégation singapourienne a remporté deux médailles d'argent aux Jeux olympiques. La première est l'œuvre de l'haltérophile Tan Howe Liang lors des Jeux olympiques d'été de 1960 à Rome. La seconde médaille a été obtenue dans l'épreuve par équipe dames lors de la compétition de tennis de table aux Jeux olympiques d'été de 2008 à Pékin, par les joueuses Li Jiawei, Feng Tianwei et Wang Yuegu. Au cours des Jeux asiatiques de 2002 à Pusan, les athlètes singapouriens ont rapporté 5 médailles d'or, 2 d'argent et 10 de bronze.